# Makoto Yonekura
Makoto Yonekura (米倉 誠 Yonekura Makoto?), född 28 december 1970 i Gunma prefektur, är en japansk före detta fotbollsspelare.
Yonekura började sin karriär 1989 i NKK SC. 1991 flyttade han till Toyota Motors (Nagoya Grampus Eight). Med Nagoya Grampus Eight vann han japanska cupen 1995. 1996 flyttade han till Cerezo Osaka. Han avslutade karriären 1998.